# チイレン
チイレン(Thiirene)は、硫黄を含む不飽和三員環複素環式化合物である。